# Геноцид
Геноцидът (на гръцки: γενο – „род“, „племе“ и на латински: caedo – „убивам“) е целенасочено и систематично унищожаване, частично или пълно, на дадена национална, етническа, расова или религиозна група посредством:
- убийство на членовете на тази група;
- тежко физическо или психическо увреждане на членовете на групата;
- насилствено възпрепятстване на тяхното възпроизвеждане;
- причиняване на каквито и да е тежки условия за живот, с цел унищожаването, изцяло или частично, на тази група;
- насилствено отнемане на деца от една група и прехвърлянето им в друга група.

В историята на човечеството могат да се намерят немалко случаи на геноцид, като се започне от древните времена, премине се през средните векове (Османската империя) и се стигне до наши дни. Той е характерно явление при изтребителните войни и опустошителните нашествия, при завоевателните походи, вътрешните етнически и верски (религиозни) сблъсъци, при периода на колонизацията и образуването на колониалните империи на европейските и азиатски държави, при ожесточените борби за преразпределение на света, по време на двете световни войни и последвалите колониалните войни след края на Втората световна война (1939-1945). След промените в България в края на XX век, започва да се говори и за културен геноцид. Такъв може да бъде провеждан, както явно – посредством явни държавни актове, така и прикрито – чрез косвена икономическа, информационна и друга политика.

## История на термина
Самият термин „геноцид“ за първи път е въведен в употреба през 1944 г. от полския юрист Рафаел Лемкин, а международен правен статус получава едва след края на Втората световна война, на 9 декември 1948 г. с „Конвенция за преследване и наказване на престъплението геноцид“, определяща го като тежко престъпление срещу човечеството.

## Признаване и отговорност
Геноцидът е признат за международно престъпление. Според някои тълкувания отговорността за извършен геноцид се приписва не на държавата, а на властта. Самото признание за извършен геноцид на международно равнище често е проблематично. В много случаи властта, която инкриминира акта на геноцид, не желае да го признае; обратното се случва в редки случаи, и то когато извършването на геноцида се признава от вече новите приемници на властта. В нередки случаи геноцидът се признава само от някои трети държави. По българското законодателство Наказателният кодекс предвижда лишаване от свобода от 10 до 20 години за геноцид, но в българското право, не е известна осъдителна присъда по тези текстове.

## Примери за геноцид през 20 век
Геноциди през 20 век са извършени в редица държави като Османската империя: арменския геноцид, гръцкия геноцид, асирийския геноцид в периода (1915 – 1920). В СССР за геноцид се определя Гладомора в Украйна в периода 1932-33 г. В Третия райх: изтреблението на евреите (Холокост) и циганите в периода (1935 – 1945), а също така и избиването на мирно население в окупираните европейски страни по време на Втората световна война (най-много жертви има в европейската част на СССР и другите източноевропейски народи). През втората половина на 20 век един от най-чудовищните актове на геноцид е избиването на три милиона камбоджанци от режима на Червените кхмери и вожда им Пол Пот в периода 1974-79 в Камбоджа. Нахлуването на Индонезия в Източен Тимор на 7 декември 1975 г., по данни на ООН са избити около 200 000 души. Едни от последните примери за геноцид са от африканската държава Руанда, в резултат на който представителите на племето хуту избиват над 800 хил. членове на племето тутси.

## Използвана информация
- „Конвенция за превенция и наказания за извършване на геноцид“ (Утвърдена и предложена за ратификация с резолюция на Генералната Асамблея на ООН 260 A (III) от 9 декември 1948 г.)